# Myosin II
Myosin-II ist ein dimeres Motorprotein in eukaryotischen Zellen. Es kommt im Sarkomer der Skelettmuskulatur vor und ist unabdingbar für die Muskelkontraktion.

## Aufbau
Myosin-II besteht aus 6 Untereinheiten, 2 schweren und 4 leichten Ketten. Es hat eine molekulare Masse von etwa 490 kDa. Strukturell kann man einen Kopf-, Hals- und Schwanzteil unterscheiden. Der Kopfteil besitzt eine ATP-Bindungstasche mit einer ATPase-Aktivität, d. h. das Nucleotidtriphoshphat, Adenosintriphosphat, kann in Adenosindiphosphat und Phosphat aufgespalten werden.

## Funktion
Als Motorprotein ist Myosin-II für die Muskelkontraktion in der quergestreiften Muskulatur notwendig. Mit dem Kopfteil kann sich Myosin-II an Bindungsstellen im Aktinfilament verankern. Diese Bindungsstellen sind durch Tropomyosin, ein filamentöses Protein, bedeckt. Erst wenn Calciumionen an Troponin C binden, dann wird durch Konformationsänderung Tropomyosin zur Seite geschoben und Myosin-II kann am Aktinfilament binden (siehe kontraktilen Mechanismus).